# 1877 en Ontario
Chronologie de l'Ontario
- 1873
- 1874
- 1875
- 1876
- 1877
- 1878
- 1879
- 1880
- 1881

Cette page concerne des événements d'actualité qui se sont produits durant l'année 1877 dans la province canadienne de l'Ontario.

## Politique
- Premier ministre: Oliver Mowat (Parti libéral)
- Chef de l'Opposition: Matthew Crooks Cameron (en) (Parti conservateur)
- Lieutenant-gouverneur: Donald Alexander Macdonald (en)
- Législature: 3e (en)

## Événements

### Janvier
- Janvier : le député conservateur provincial de Frontenac Peter Graham (en) est décédé en fonction à l'âge de 49 ans.
- 21 janvier : le député libéral provincial de Waterloo-Sud John Fleming (en) est décédé en fonction à l'âge de 57 ans.

### Février
- 12 février : le conservateur Delino Dexter Calvin (en) est élu député provincial de Frontenac à la suite de la mort du même parti Peter Graham (en) en janvier dernier.
- 19 février : le libéral Isaac Master (en) est élu député provincial de Waterloo-Sud à la suite de la mort du même parti John Fleming (en) le 21 janvier dernier.

### Mai
- 9 mai : le libéral-conservateur Joseph Currier est réélu député fédéral de la Cité d'Ottawa face à son adversaire et ancien maire de la ville J. P. Featherston (en).

## Naissances
- 23 mai : Fred Wellington Bowen, député fédéral de Durham (1921-1935) († 7 juillet 1949).
- 5 août : Tom Thomson, peintre († 8 juillet 1917).
- 29 août : George Arthur Brethen (en), député fédéral de Peterborough-Est (1921-1925) († 31 janvier 1968).
- 19 novembre : John Alexander Macdonald Armstrong (en), député fédéral du York-Nord (1911-1921) († 2 février 1926).
- 15 décembre : John Thomas Haig (en), député provincial d'Assiniboia (1914-1915) à l'Assemblée législative du Manitoba et sénateur († 23 octobre 1962).

## Décès
- Janvier : Peter Graham (en), député provincial de Frontenac (1875-1877) (° septembre 1827).
- 21 janvier : John Fleming (en), député provincial de Waterloo-Sud (1875-1877) (° 29 juin 1819).
- 3 novembre : William Henry Draper, premier ministre du Canada-Uni. (° 11 mars 1801).
- 8 novembre : John Cook (en), politicien (° 28 novembre 1791).